# Jobyna Ralston
Jobyna Ralston, nome completo Jobyna Lancaster Raulston (South Pittsburg, 21 novembre 1899 – Woodland Hills, 22 gennaio 1967), è stata un'attrice statunitense dell'epoca del muto.

## Biografia
I suoi genitori la chiamarono Jobyna in onore della celebre attrice dell'epoca Jobyna Howland. Sua madre, una fotografa specializzata in ritratti, la fece crescere con il preciso obiettivo di indirizzarla verso il mondo dello spettacolo
Si esibì in pubblico per la prima volta all'età di nove anni, interpretando Cenerentola all'inaugurazione del Wilson theatre/Opera House del 1909. Verso il 1915 iniziò a frequentare la scuola di recitazione di New York, per poi entrare a far parte del corpo di ballo e canto di alcune produzioni di Broadway, la prima delle quali fu Two Little Girls in Blue, che rappresentò il suo debutto all'età di 21 anni. Il comico Max Linder la vide lavorare e la convinse ad andare con lui a Hollywood, dove prese parte ad alcuni dei suoi film. Fece parte anche del cast di Humor Risk (1921), leggendario cortometraggio perduto di debutto dei fratelli Marx. Ben presto il regista Hal Roach iniziò a scritturarla per interpretare comiche da un rullo. Nel 1922 abbandonò definitivamente il palcoscenico per il cinema, in quanto la salute della madre andava declinando e aveva bisogno di guadagnare di più per poterne pagare le cure mediche.

### Al fianco di Harold Lloyd

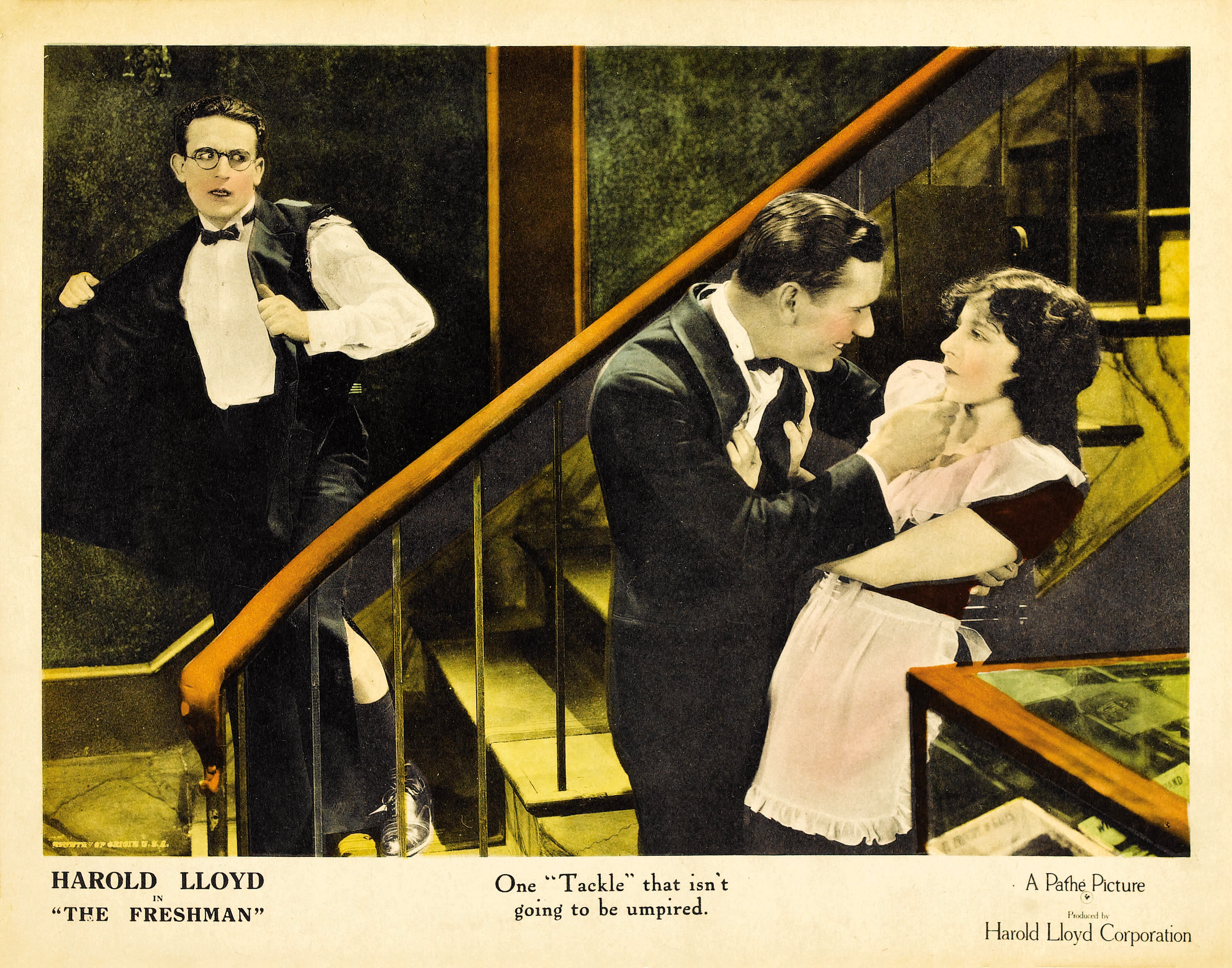
Poster pubblicitario di Viva lo sport con Harold Lloyd (1925)

Nel 1923 fu scelta come una delle WAMPAS Baby Stars dell'anno e interpretò Perché preoccuparsi? insieme al celebre comico Harold Lloyd; nei cinque anni seguenti fu la protagonista femminile dei successivi sei film di Lloyd. Nei fatti è soprattutto per questi film e per l'affiatamento mostrato con Lloyd che viene ricordata ai giorni nostri.

### Prosieguo e termine della carriera
Attrice priva di contratto fisso con una major, la Ralston interpretò insieme a Richard Arlen nel 1927 il primo film vincitore di un Premio Oscar, Ali. Il suo era un ruolo di rilievo in una pellicola che presentava tra gli altri attori Clara Bow, Gary Cooper e Buddy Rogers. Prese poi parte ad altri undici film tra cui Special Delivery con Eddie Cantor. La sua carriera cinematografica finì in concomitanza con la sua maternità dopo aver girato due tra i primi film parlati.
Il suo ultimo film sonoro, Rough Waters (1930), la vide recitare al fianco del popolare cane Rin Tin Tin.

## Vita privata e morte
La Ralston si sposò due volte; la prima con il fidanzato sin dall'adolescenza John Campbell, la seconda - nel 1927 - con l'attore Richard Arlen che aveva incontrato sul set di Ali. La coppia ebbe un figlio, Richard Arlen Jr. che divenne anch'egli attore. Lei e Arlen divorziarono nel 1945.
Nei suoi ultimi cinque anni di vita Jobyna Ralston soffrì di reumatismi e fu colpita da vari attacchi di cuore. Morì di polmonite nel 1967 in una casa di riposo per artisti.

## Riconoscimenti
- WAMPAS Baby Stars 1923

## Filmografia

### 1919
- Starting Out in Life - cortometraggio (1919)
- The Sultan of Djazz - cortometraggio (1919)
- The Shimmy Jim - cortometraggio (1919)

### 1920
- Ball Bearing, But Hard Running - cortometraggio (1920)

### 1921
- Humor Risk, regia di Richard Smith (1921)
- Bride and Broom (1921)
- Lupo di mare (A Sailor-Made Man), regia di Fred C. Newmeyer (1921)
- The Brown Derby (1921)
- An Eastern Breeze (1921)

### 1922
- The Call of Home, regia di Louis J. Gasnier (1922)
- Friday, the Thirteenth, regia di James D. Davis (1922)
- The Bride-to-Be, regia di James D. Davis (1922)
- Take Next Car, regia di J. A. Howe (1922)
- Touch All the Bases, regia di James D. Davis (1922)
- The Truth Juggler, regia di James D. Davis (1922)
- The Three Must-Get-Theres, regia di Max Linder (1922)
- Rough on Romeo, regia di James D. Davis (1922)
- Wet Weather, regia di J. A. Howe (1922)
- The Landlubber, regia di James D. Davis (1922)
- Bone Dry, regia di James D. Davis (1922)
- Soak the Sheik, regia di J. A. Howe  (1922)
- Face the Camera, regia di J. A. Howe (1922)
- The Uppercut, di J. A. Howe (1922)
- Shiver and Shake, di J. A. Howe (1922)
- The Golf Bug, di James D. Davis (1922)
- Shine 'em Up, di James D. Davis (1922)
- Washed Ashore, di J. A. Howe (1922)
- Harvest Hands, di James D. Davis (1922)
- The Flivver, di J. A. Howe (1922)
- Blaze Away, di J. A. Howe (1922)
- I'll Take Vanilla, di James D. Davis (1922)
- Fair Week, di James D. Davis (1922)
- The White Blacksmith, di George Jeske (1922)

### 1923
- Watch Your Wife, regia di J. A. Howe (1923)
- Paste and Paper, regia di George Jeske (1923)
- Mr. Hyppo, regia di George Jeske (1923)
- Don't Say Die, regia di George Jeske (1923)
- Once Over
- Jailed and Bailed, regia di J. A. Howe (1923)
- A Loose Tightwad, regia di J. A. Howe (1923)
- Tight Shoes, regia di George Jeske (1923)
- Do Your Stuff, regia di J. A. Howe (1923)
- Shoot Straight, regia di J. A. Howe (1923)
- For Safe Keeping, regia di George Jeske (1923)
- Bowled Over, regia di George Jeske (1923)
- Speed the Swede, regia di J.A. Howe  (1923)
- For Art's Sake, regia di Charley Chase (1923)
- For Guests Only, regia di J. A. Howe (1923)
- Perché preoccuparsi? (Why Worry?), regia di Fred C. Newmeyer (1923)
- Winner Take All, regia di Alfred Santell (1923)

### 1924
- Tutte e nessuna (Girl Shy), regia di Fred C. Newmeyer e Sam Taylor (1924)
- Il re degli scapoli (Hot Water), regia di Fred C. Newmeyer (1924)

### 1925
- Viva lo sport (The Freshman), regia di Fred C. Newmeyer (1925)
- Are Parents Pickles?, regia di Gil Pratt (Gilbert Pratt) (1925)
- Whispering Lions, regia di Gil Pratt (Gilbert Pratt) (1925)

### 1926
- Between Meals, regia di Ray Grey (1926)
- Don't Butt In, regia di Ray Grey (1926)
- Soft Pedal, regia di Ray Grey (1926)
- Il re degli straccioni (For Heaven's Sake), regia di Sam Taylor (1926)
- Sweet Daddies, regia di Alfred Santell (1926)
- Gigolo, regia di William K. Howard (1926)

### 1927
- Il fratello minore (The Kid Brother), regia di Ted Wilde (1927)
- Il postino (Special Delivery), regia di Roscoe Arbuckle (1927)
- Ali (Wings), regia di William A. Wellman (1927)
- Lightning, regia di James C. McKay (1927)
- A Racing Romeo, regia di Sam Wood (1927)
- Pretty Clothes, regia di Phil Rosen (1927)
- Little Mickey Grogan, regia di James Leo Meehan (1927)

### 1928
- The Night Flyer, regia di Walter Lang (1928)
- The Count of Ten, regia di James Flood (1928)
- The Big Hop, regia di James W. Horne (1928)
- Black Butterflies, regia di James W. Horne (1928)
- Miniera in fiamme (The Toilers), regia di Reginald Barker (1928)
- Il potere della stampa (The Power of the Press), regia di Frank Capra (1928)

### 1929
- Some Mother's Boy, regia di Duke Worne (1929)
- The College Coquette, regia di George Archainbaud (1929)

### 1930
- Rough Waters, regia di John Daumery (1930)

### 1931
- Sheer Luck, regia di Bruce Mitchell (1931)